# イッズッディーン・アル＝カッサーム旅団
イッズッディーン・アル＝カッサーム旅団（كتائب عز الدين القسام, Katāʾib ʿIzz al-Dīn al-Qassām, カターイブ・イッズッディーン・アル＝カッサーム、公式英字表記：Ezzedeen Alqassam Brigades）は、パレスチナのスンナ派イスラム原理主義的な政治・軍事組織ハマースの軍事部門。1920-30年代の闘士イッズッディーン・アル＝カッサームにちなんで名付けられた。ガザで活動するパレスチナ合同作戦室の武装組織の中で最大規模とされており、兵力は15,000～40,000人ほどと言われている。
それまで活動していた軍事組織「パレスチナのジハード戦士たち」（المجاهدون الفلسطينيون, al-mujāhidūn al-Filasṭīnīyūn, アル＝ムジャーヒドゥーン・アル＝フィラスティーニーユーン、英訳：Palestinian Mujahideen）が1991年に改称され誕生した。

## 名称
イッズッディーン・アル＝カッサーム旅団（كتائب عز الدين القسام, Katāʾib ʿIzz al-Dīn al-Qassām, カターイブ・イッズッディーン・アル＝カッサーム、公式英字表記：Ezzedeen Alqassam Brigades、英語記事での表記例：Izz ad-Din al-Qassam Brigades）という名称は1930年代にパレスチナにおけるジハード闘争の支柱となった宗教家イッズッディーン・アル＝カッサーム（عز الدين القسام, ʿIzz al-Dīn al-Qassām）の名前にちなむ。
正式名称は公式ウェブサイトロゴマーク内などでは「殉教者イッズッディーン・アル＝カッサーム旅団」（كتائب الشهيد عز الدين القسام, Katāʾib al-Shahīd ʿIzz al-Dīn al-Qassām, カターイブ・アッ＝シャヒード・イッズッディーン・アル＝カッサーム）となっている。
また旅団員が頭に巻く緑色やカーキ色のヘッドバンド（ハチマキ）では命名の元となった宗教家のラストネーム部分だけを用いた「アル＝カッサーム旅団」（كتائب القسام, Katāʾib al-Qassām, カターイブ・アル＝カッサーム）との表記になっており、アラビア語メディア等でもこの名称ないしは「旅団」部分も抜いた単なる「アル＝カッサーム」（القسام, al-Qassām, アル＝カッサーム）がしばしば用いられている。
日本語記事ではカタカナ表記が複数通りあり、日本における定冠詞省略を反映したイッズッディーン・カッサーム旅団に加え、各メディアにおいて複数通りのカタカナ表記が併存している。
口語発音に基づく英字表記からの変換や長母音全省略を行ったエゼディン・アル・カッサム旅団、由来となった宗教家のラストネーム部分のみ用い日本式定冠詞省略を行ったカッサーム旅団、その長母音を省いたカッサム旅団、定冠詞は残し定冠詞「=」ではなく「・」で区切ったアル・カッサーム旅団、その長母音を省いたアル・カッサム旅団など様々である。

## 歴史

### 前身

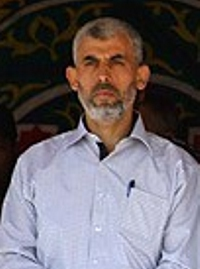
ヤフヤー・アッ＝スィンワール（ヤヒヤ・シンワル）

パレスチナ各地に拠点を置いていたムスリム同胞団は1948年以降特にガザ地区でその勢力を伸長していた。
エジプト本国で1954年に非合法化され弾圧が開始されたのに合わせパレスチナでも公然と活動することが困難となったが、直前の1952-1954年期にガザ地区で軍事部門を秘密組織の形で設立。第一次中東戦争（パレスチナ戦争）に参加した同胞団員が指揮をとった。
ハマース軍事部門自体の原点は「パレスチナのジハード戦士たち」（المجاهدون الفلسطينيون, al-mujāhidūn al-Filasṭīnīyūn, アル＝ムジャーヒドゥーン・アル＝フィラスティーニーユーン、英訳：Palestinian Mujahideen）であった。
この組織自体は1987年のハマース設立発表よりも前の1984年にアフマド・ヤースィーンによって作られたムスリム同胞団系の武装組織を再編したもので、民衆らによる原始的手段での抵抗活動に限界を見出したヤヒヤ・シンワル（ヤフヤー・アッ＝スィンワール）によって整備された。当初は秘密組織として扱われておりハマース結成よりも先に対イスラエル活動を展開していた。
1987年のインティファーダ以来勢力を拡張し反イスラエル闘争のリーダー的存在となったが、同活動を危険視したイスラエルにより指導者アフマド・ヤースィーンが逮捕・投獄されるに至った。

### 設立以降
イッズッディーン・アル＝カッサーム旅団は「パレスチナのジハード戦士たち」（المجاهدون الفلسطينيون, al-mujāhidūn al-Filasṭīnīyūn, アル＝ムジャーヒドゥーン・アル＝フィラスティーニーユーン、英訳：Palestinian Mujahideen）を1991年に改称し誕生した。
設立・指揮に当たったのは、1984年に先行して組織されたムスリム同胞団系武装組織の直接の設立者でもあるサラーフ・シャッハーデ（صلاح شحادة, 文語アラビア語発音：Ṣalāḥ Shaḥḥāda ないしは Ṣalāḥ Shaḥḥādah, サラーフ・シャッハーダ、口語（現地方言）発音：Ṣalāḥ Shaḥḥāde/Sheḥḥāde, サラーフ・シャッハーデ/シェッハーデ、英字表記例：Salah Shehadeh）であった。
「パレスチナのジハード戦士たち」設立に携わり、ハマースの治安部門（アル＝マジュド）トップも務めた現ガザ地区政治局局長（最高幹部、ガザ地区トップ）ヤヒヤ・シンワル（アラビア語: يحيى السنوار, Yaḥyā al-Sinwār、ヤフヤー・アッ＝スィンワール、英語:Yahya Sinwar）は2011年にイスラエルの刑務所から出所したが、復帰後イッズッディーン・アル＝カッサーム旅団（كتائب عز الدين القسام, Katāʾib ʿIzz al-Dīn al-Qassām, カターイブ・イッズッディーン・アル＝カッサーム）の責任者となった。
彼は軍事部門の責任者を務めたことから「ハマースの防衛大臣」と呼ばれるようになったが、2023年10月7日に開始したアル・アクサ洪水作戦（طوفان الأقصى, Ṭufān al-Aqṣā, トゥーファーン・アル＝アクサー）作戦も彼による考案・主導だったとされている。

### 現在

#### 司令官
司令官は2002年よりムハンマド・デイフ （アラビア語: محمد الضيف 、文語アラビア語発音：Muḥammad al-Ḍayf（ないしはal-Ḍaif）, ムハンマド・アッ＝ダイフ、口語アラビア語発音： 文語アラビア語発音：Moḥammed al-Ḍeif, モハンメド・アッ＝デイフ、英字表記例：Mohammed Deif、1965年 - 2024年） ことムハンマド・ディヤーブ・イブラーヒーム・アル＝マスリー（アラビア語: محمد دياب إبراهيم المصري、文語アラビア語発音：Muḥammad Diyāb Ibrāhīm al-Miṣrī, ムハンマド・ディーヤーブ・イブラーヒーム・アル＝ミスリー, 口語アラビア語発音：Moḥammed Diyāb Ibrāhīm al-Maṣrī, モハンメド・ディヤーブ・イブラーヒーム・アル＝マスリー）が長く務めた。 その人物像に関しては多くが明らかになっておらず謎に包まれている。2023年10月7日に開始したアル・アクサ洪水作戦（طوفان الأقصى, Ṭufān al-Aqṣā, トゥーファーン・アル＝アクサー）作戦の指揮者とされており、作戦開始時には公式広報にてその肉声メッセージが公表されるなどした。デイフは2024年7月13日にイスラエル軍の空爆を受け死亡した。

#### 副司令官
2024年3月までの副司令官はマルワーン・イーサー（アラビア語：مروان عيسى, Marwān ʿĪsā、英字表記例：Marwan Issa、日本語慣用表記例：マルワン・イッサ、1965年-2024年）で、パレスチナ自治政府のファタハ（アラビア語: فتح, ラテン文字転写:Fatḥ, 文語アラビア語発音：ファトフ）側、イスラエル側の双方からそれぞれ逮捕・投獄された経験を持つ。イッズッディーン・アル＝カッサーム旅団のナンバー2で重要な役割を果たしているにも関わらず公の場所での目立った行動をしていないことから各国メディアでしばしば「影の男（Shadow Man）」と称された。司令官であるムハンマド・アッ＝ダイフ（ムハンマド・（アッ＝）デイフ）が出した指示を実際の地上部隊に伝え実行に移す存在であり、対イスラエル攻撃におけるキーパーソンとして掃討対象の筆頭に挙げられている一人であった。2023年10月7日のハマースによるイスラエル奇襲を主導した一人ともされている。2024年3月9日から10日にかけてイスラエルが潜伏先と目されたガザ地区ヌセイラト難民キャンプの地下施設を空爆し、その後死亡が確認されたとアメリカ政府が発表した。
旅団司令官
アイマン・ノファル中央旅団司令官・軍事評議会議員(2023年10月17日戦死。)
アーメド・アル・ガンドゥール北部旅団司令官・軍事評議会議員(2023年11月14日戦死。)

#### スポークスマン
またメディアに度々登場するスポークスマンとしてアブー・オベイダ（أبو عبيدة, 文語アラビア語発音：Abū ʿUbayda(h) ないしは Abū ʿUbaida(h)、口語アラビア語発音：Abū Obeida, アブー・オベイダ、日本語カタカナ表記例：アブ・オベイダ）が挙げられる。

## 組織と兵士

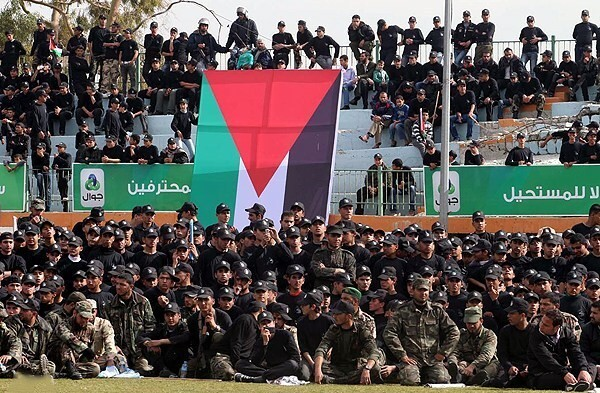
旅団の軍事演習

イッズッディーン・アル＝カッサーム旅団は確立された指揮階層を持つ正式な軍事組織として組織されていることが知られている。カッサーム旅団は、従来の軍隊と同様に、分隊から旅団の単位で階層に組織化されており、ハマースは暗殺された指導者に代わって下級戦闘員を昇進させることができるため、主要なハマースの指導者を排除するための標的を絞った殺害を中心とした戦略は効果がないとされている。
なおこの旅団も含めたハマースのテロ組織認定については国によって対応が分かれている。

### 兵力と拠点
情報テロ情報センターによると、2008 年にはこの組織の武装戦闘員の数は約 20,000 人であった。しかし、2019年までにカッサーム旅団の戦闘員は約3万人、予備役はさらに7,000人に増加した。組織の規模は師団のようなもので、主に防衛線を備えた砲兵旅団として機能し、加えてトンネル、ガザ地区近海、シナイ半島を通ってイスラエル領土に侵入する部隊としても機能する。同組織はガザ地区を構成する都市に応じて、ガザ地区、ハーンユニス地区、地区北部、センターキャンプ、ラファフ（カタカナ表記はラファフ、ラファとも）地区の５つの地域部門に分かれている。追加の地域師団 （南部、中央、北部） の責任者は、大隊への補給、訓練、展開を担当する。
イスラエル側の主張ではハマース司令部やカッサーム旅団の緊急本部はガザ市のアル・シファ病院（アッ＝シファー病院）の地下にあるとされ、同病院にて作戦を展開したが戦闘員らは見つからず、南部ハーン・ユーニス（ハーンユーニス、ハーンユーニス）にハマース司令部の拠点があるとして戦線は南部へと移動した。しかしここでも戦闘指揮所は見つかっていない。なお、通常旅団司令官の自宅は仮設キャンプであり、組織の倉庫は戦略上学校やモスクに配置されていると言われている。

### 組織
カッサーム旅団の部隊は主に地理的に分かれた5つの旅団に分かれている。各旅団は複数の大隊に分かれており、合計30大隊がある。各大隊は主要な和解に責任を負うが、紛争中に移転したり、担当地域を変更したりする場合がある。
戦争研究研究所によって特定された現在の旅団と大隊は次のとおり。
- 北旅団　-  北ガザ県
  - ベイト・ラーヒヤー大隊（日本語慣用表記：ベイトラヒヤ）
  - ベイト・ハーヌーン大隊（日本語慣用表記：ベイト・ハヌン、バイトハヌン）
  - アル＝フラファー・アッ＝ラーシドゥーン大隊
  - 殉教者スハイル・ズィヤーデ大隊
  - ジャバーリヤー・アル＝バラド（アブドゥッラウーフ・ナブハーン）大隊
  - イマード・アクル（西部） 大隊
  - エリート大隊
- ガザ旅団　-  ガザ県
  - サブラー・タッル・アル＝イスラーム大隊
  - アッ＝ダラジュならびにアッ＝トゥッファーフ地区大隊
  - アッ＝リドワーン大隊（口語発音：アッ＝ラドワーン）
  - アッ＝シュジャーイーヤ大隊（日本語慣用表記：シュジャイーヤ、シュジャイヤ）
  - アッ＝ザイトゥーン大隊
  - アッ＝シャテーィウ大隊（日本語慣用表記：シャーティ、シャティ）
  - アラブメディアの報道によるとエリート大隊の可能性があるが、ハマースやイスラエル国防軍は未確認。
- 中央旅団 - 中央県
  - デイル・アル＝バラフ大隊（日本語慣用表記：デイル・アル・バラフ、デイル・バラフ、デイルバラフ、デイル・アル・バラハ、デイルアルバラハ、デイルバラハ、デイルバラ）
  - アル＝ブレイジュ大隊（日本語慣用表記：アル・ブレイジュ、アルブレイジュ、ブレイジュ）
  - アル＝マガーズィー大隊（日本語慣用表記：マガーズィー、マガージー、マガジ）
  - アン＝ヌサイラート大隊（日本語慣用表記：アルヌサイラート、ヌサイラート、ヌサイラト）
  - エリート大隊の可能性
- ハーン・ユーニス旅団 - ハーン・ユーニス県
  - 西ハーン・ユーニス大隊
  - 北ハーン・ユーニス大隊
  - 南ハーン・ユーニス大隊
  - 東部（ハーン・ユーニス）大隊
  - アル＝カラーラ大隊
  - エリート大隊
- ラファフ旅団 - ラファフ県
  - 東部大隊
  - ハーリド・イブン・アル＝ワリード（ヤブナー・キャンプ）大隊（日本語慣用表記：ヤブナ）
  - アッ＝シャーブーラ大隊（日本語慣用表記：アル・シャブーラ、シャブーラ、シャブラ）
  - -（第四大隊が存在する可能性があるが未確認で、名前などを含め不明とされる）
  - エリート大隊

陸上部門の特殊部隊 「ヌフバ」（エリート大隊）
アン＝ヌフバ（アラビア語: النخبة, al-Nukhbah ないしは al-Nukhba, 「エリート、精鋭」の意）ないしはカティーバト・アン＝ヌフバ（アラビア語：كتيبة النخبة, Katībat al-Nukhba(h), 「エリート大隊」の意）とも呼ばれているこの部隊はカッサーム旅団の精鋭部隊（特殊部隊）である。約5000人の戦闘員を有している。 
この部隊の目的は、攻撃用地下トンネルを通ってイスラエル領土内で攻撃を実行することであるが、ガザ地区での防御作戦の訓練も行っている。国家安全保障研究所によるとヌフバはイスラエル領土に侵入し、前哨基地やイスラエル軍及び警備隊を攻撃し、兵士の殺害や武器を破壊することに重点を置いているとされている。 また、ヌフバは戦闘員を釈放するための交渉材料として利用できるよう、囚人や兵士の死体とともにトンネルを通って退却する訓練も行っている。 
ヌフバの戦闘員はゲリラ戦、高度な対戦車射撃、狙撃、航行、破壊工作、迷彩、トンネル戦、特殊作戦を専門とし、複雑な攻撃を実行するハマースの終末兵器とみなされている。 部隊は地域的区分に従って大隊が配置されており、その下にクラスとして複数の中隊に分かれている。
2023年10月7日、ヌフバはイスラエルへの奇襲攻撃を指揮。この際にその下位の部隊がガザ地区付近のイスラエル国防軍の陣地を占拠し老人、女性、乳児、子供を含む多くのイスラエル人を殺害、誘拐、拷問したとして、イスラエル側はハマース掃討戦を宣言。侵攻を阻止するためにイスラエル国防軍は1,500人以上のテロリストを殺害したと発表した。10月14日には鉄剣戦争中にヌフバの部隊司令官アリー・カーディー（علي قاضي, ʿAlī Qāḍī）がイスラエル国防軍航空機によって殺害された。

## 保有兵器
イッズッディーン・アル＝カッサーム旅団は自作兵器に加えてイランや北朝鮮が使っている兵器を使用していることが判明している。保有している兵器は自動小銃や手榴弾、即席ロケット弾、迫撃砲、爆弾、自爆ベルトなどの大量の在庫を保有している。

### 銃器
- AK-47/アサルトライフルとその派生品[33]
- M16/ライフルとその派生品[33]
- QBZ/中国のブルパップライフル[33]
- RPD軽機関銃およびPK機関銃を含む機関銃[34]
- ラインメタルMG3および重機関銃
- 口径54×7.62 mmのドラグノフ狙撃銃[35]
- 口径 12.7 mmと14.5 mmのスナイパーライフル（このライフルは、イランに販売され、そこからハマースに送られたシュタイアー HS 50ライフルを改造したもの。）
- 中国の35mm擲弾発射装置QLZ-87
- グールライフル。ハマスが独自開発した狙撃銃。口径14.5mm、全長約1.5m、致死距離最大2km。2023年のガザ戦争では代表的兵器とされ、ハマスのポスターにもなった。グールとは、2004年10月21日にイスラエル軍の空爆で暗殺された開発者のアドナン・アル・グールに因んで名付けられた。グールは、ヤシンランチャー、「バナ」や「バター」などのカッサムロケットも開発したとされる。

### ロケット
- カッサームロケット
- 9M113 （対戦車ミサイル）
- 9K32（携帯式防空ミサイルシステム）

等